# Philippe Coutinho
Philippe Coutinho Correia, född 12 juni 1992 i Rio de Janeiro, är en brasiliansk fotbollsspelare som spelar för Vasco da Gama. Han representerade tidigare Brasiliens landslag. Coutinho blev betraktad som en av de bästa spelarna i världen under 2010-talet. Han är känd för sina passningar, dribblingar och för sitt kombinationsspel samt för sitt sätt att skruva in skott mot mål från distans. 

## Klubbkarriär
Den italienska storklubben Inter köpte honom redan 2008, men blev direkt utlånad till sin moderklubb Vasco da Gama fram till juni 2010, tills han har fyllt 18 år. Detta är på grund av att brasilianska fotbollsspelare måste ha fyllt 18 år innan de kan flytta till en utländsk klubb. Coutinho gjorde sin debut för Inter i tävlingssammanhang i europeiska supercupen som spelades mot Atlético Madrid.
Den 30 januari 2013 stod det klart att Liverpool värvat Coutinho från Inter för en summa på ca 83,3 miljoner SEK.
Coutinho gjorde sin debut för Liverpool i 2-0-förlusten mot West Bromwich den 11 februari 2013 då han kom in med bara några minuter återstående av matchen.
Coutinho fick sin chans från start den 17 februari 2013 i 5-0-vinsten mot Swansea då han gjorde 2-0-målet.
Den 6 januari 2018 blev det officiellt att FC Barcelona värvade Coutinho från Liverpool. Övergångssumman landade inklusive alla bonusar på ungefär 142 miljoner pund, motsvarande 1,57 miljarder kronor. Utköpsklausulen uppges landat på 400 miljoner euro, motsvarande 3,9 miljarder kronor. Coutinho signerade ett kontrakt till 2023 med klubben.
Den 17 augusti 2019 blev det klart att Coutinho gick till Bayern München på lån över en säsong för en lånesumma på 15–20 miljoner euro, med en köpoption på 120 miljoner euro säsongen därpå.
Den 7 januari 2022 lånades Coutinho ut till Premier League-klubben Aston Villa på ett låneavtal över resten av säsongen 2021/2022. 12 maj 2022 gjordes det klart med en permanent övergång till Aston Villa. Övergångssumman sägs vara omkring £20 miljoner. Den 8 september 2023 lånades Coutinho ut till qatariska Al-Duhail på ett säsongslån. Den 10 juli 2024 lånades han ut till moderklubben Vasco da Gama på ett säsongslån.

## Landslagskarriär
Coutinho var den stora stjärnan i Brasiliens U17-landslag som vann Sydamerikanska U17-mästerskapet i fotboll 2009. Han debuterade i Brasiliens seniorlandslag den 7 oktober 2010 i en vänskapsmatch mot Iran.
I Världsmästerskapet i fotboll 2018 gjorde han mål både i den första matchen och den andra matchen samt blev utsedd till matchens bästa spelare i båda VM-matcherna.

## Meriter

### FC Barcelona
- La Liga: 2017/2018, 2018/2019
- Spanska cupen: 2017/2018, 2020/2021
- Spanska supercupen: 2018

Bayern München
- Bundesliga: 2019/2020
- DFB-Pokal: 2019/2020
- UEFA Champions League: 2019/2020

Brasilien
- Copa América: Guld 2019